# 戴光辉
戴光輝（1963年2月—），男，漢族，安徽鳳台人，中央黨校函授學院學歷。1980年8月參加工作，1985年5月加入中國共產黨。

## 生平
從喀什市公安局開始警察生涯，歷任莎車縣公安局局長、葉城縣委副書記、喀什地區公安局局長等職務。2015年，出任新疆維吾爾自治區公安廳副廳長、黨委委員。2017年9月，改任新疆維吾爾自治區黨委政法委副書記。
2020年6月23日，新疆維吾爾自治區紀委監委宣布戴光輝涉嫌嚴重違紀違法，正在接受紀律審查和監察調查。2021年3月14日，遭到开除党籍、开除公职处分。